# Luba (Ekvatorska Gvineja)
Luba (ili San Carlos de Luba) je drugi najveći grad na otoku Bioku u Ekvatorskoj Gvineji, koji se nalazi 52 km od grada Malaba. Luba je glavni grad pokrajine Južnog Bioka.

## Povijest
U zaljev Boloko grof od Arjelejosa (brigadir Don Fernando de los Santos Felipe Toro) spustio se 24. listopada 1778. da bi zaposjeo teritorij Gvinejskog zaljeva, brodovima "Santa Catalina", "Soledad "i "Santiago" u ime španjolskog kralja Karla III. Tu je nastao i mali grad u zaljevu San Carlos koji je dobio istovjetno ime.
Za vrijeme diktature Francisca Macíasa grad je preimenovan u San Carlosu de Luba u čast Lube, poglavice (botuku) naselja Balache, koji je vodio pobunu protiv Španjolaca godine 1910. (njegovo tijelo počiva na ulazu u grad Lubu). Tu su i nekoliko ulica u gradovima po zemlji, koje nose ime Botuku Luba ime u svom sjećanju.

## Zemljopis
Gradu se može pristupiti morem ili glavnom cestom koja povezuje Lubu s glavnim gradom, Malabo. Napola dovršenom cestom potrebno je oko sat i pol vožnje iz Malaba za doći u Lubu.